# Tanis
Koordinaten: 30° 58′ N, 31° 52′ O
Tanis (altägyptisch Djanet; arabisch Sān el-Hadschar / صان الحجر / Ṣān al-Ḥaǧar) war eine altägyptische Stadt im nordöstlichen Nildelta. Die frühesten Funde reichen bis in spät-ramessidische Zeit zurück; dabei handelt es sich um einfache Bestattungen, mitunter in sogenannten Slipper-coffins. Eine frühere Besiedlung konnte bislang nicht nachgewiesen werden. Dazu passt auch, dass keine Textquellen existieren. Die archäologische Stätte befindet sich im Südosten des heutigen Dorfes San al-Hagar.

## Geschichte
In der älteren Forschung, insbesondere in vielen Aufsätzen des Ausgräbers Pierre Montet, wurde die Stadt mit Pi-Ramesse gleichgesetzt. Diese Vermutung hat sich heute als falsch erwiesen; Pi-Ramesse wird mittlerweile etwa 30 km südlich nahe dem modernen Ort Qantir lokalisiert. Erst am Beginn der Dritten Zwischenzeit (1075–652 v. Chr.) entstand recht plötzlich eine große Stadt, die auch zur Hauptstadt des Ägypten der 21. Dynastie wurde.
Belegt wird dies einerseits durch eine schriftliche Quelle des ägyptischen Namens der Stadt Djanet in der Erzählung des Wenamun. Zum anderen konnte archäologisch nachgewiesen werden, dass durch Verlandung des pelusischen Nilarms das aufgegebene Pi-Ramesse seit der 21. Dynastie als Steinbruch für Tanis diente, da in diese Zeit der Baubeginn großer Tempelanlagen fiel. Neuere Interpretationen legen nahe, dass Pi-Ramesse sogar planvoll übersiedelt wurde, indem die wichtigsten Repräsentationsbauten abgetragen und an den Tanitischen Nilarm verbracht wurden, um dort die neue Hauptstadt zu begründen.
Viele Herrscher der 21. und der 22. Dynastie fanden hier ihre letzte Ruhestätte. Im gesamten weiteren Verlauf der ägyptischen Spätzeit blieb Tanis ein wichtiger Ort.

## Bauten

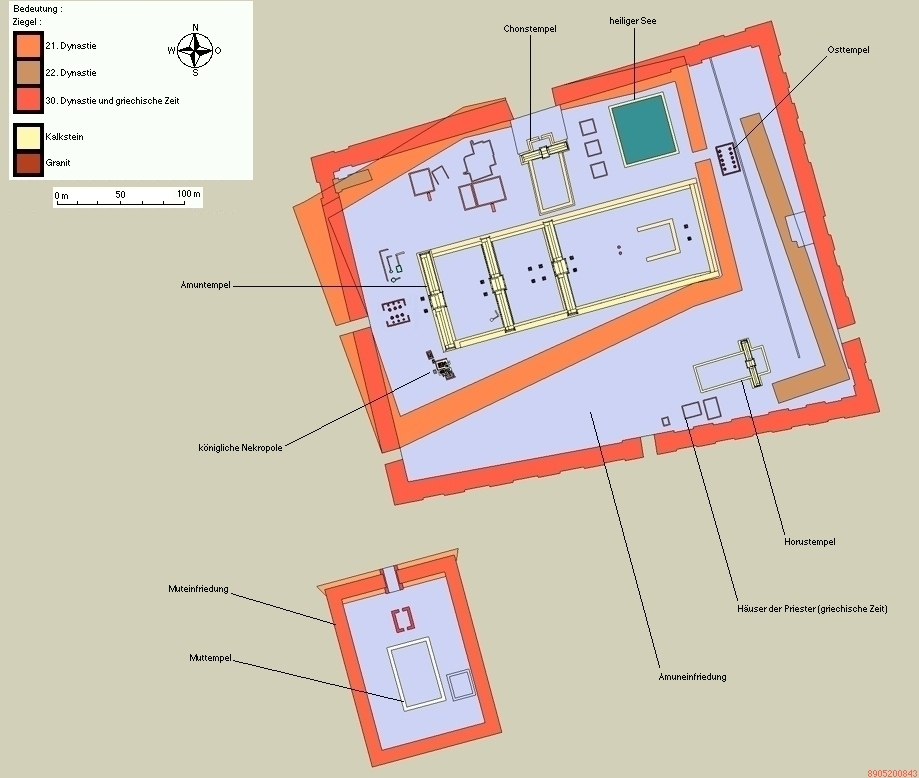
Karte des Tempelbezirkes

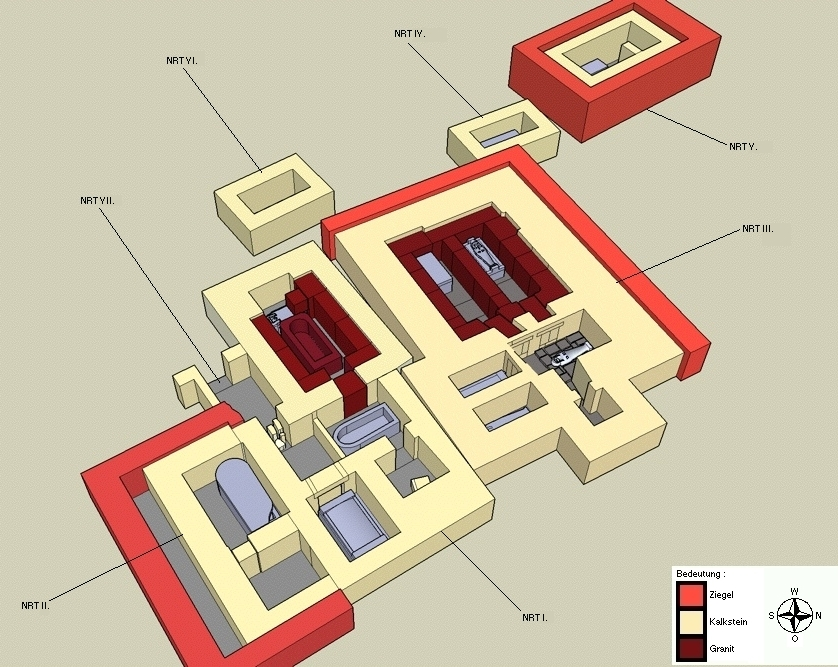
Die königliche Nekropole

### Tempel
Im Zentrum der Stadt stand der Amuntempel. Er wurde von Psusennes I. begonnen und in der Folgezeit erweitert. Er baute wohl auch eine erste Umfassungsmauer für diese Anlage. Siamun setzte einen Hof mit einem Pylon vor den Tempel, Osorkon II. erweiterte diesen um zwei weitere Pylone. Innerhalb des Tempelbezirkes konnten einige unberaubte Königsgräber der 21. und 22. Dynastie (u. a. Psusennes I.) gefunden werden. In der 30. Dynastie umgab Nektanebos II. den Tempel mit einer neuen Mauer. Er ließ auch einen heiligen See anlegen und erbaute östlich des Amuntempels einen kleineren Tempel für Horus. Etwas abseits stand der Mut/Anta Tempel, der von Ptolemaios IV. errichtet wurde. Alle Datierungen, die noch von Montet stammen, sind allerdings kritisch zu hinterfragen, da Montet zum einen noch an eine Gleichsetzung von Auaris und Pi-Ramesse mit Tanis glaubte und zum anderen darauf aufbauend viele Bauten in zu frühe Zeit datierte.

### Die Königsnekropole
Im Südwesten des Tempelbezirkes des Amun, innerhalb der Umfassungsmauern, befinden sich die Reste der Grabanlagen einiger Herrscher der 21. und 22. Dynastie. Durch den Schutz der Umfassungsmauer wurden einige der Gräber unberaubt aufgefunden. Es können fünf Grabkomplexe unterschieden werden. Der größte gehört Psusennes I., der hier mit seiner Gemahlin Mutnedjemet sowie den Beamten Wendjebauendjed und Anchefenmut bestattet worden ist. In späterer Zeit wurden hier die Könige Amenemope und Scheschonq II. beigesetzt. Vor allem die Grabkammer Psusennes I. fand sich unberaubt. Direkt neben diesem Komplex lag der von Osorkon II., in dem auch der Prinz Hornacht bestattet wurde. Die hiesigen Beisetzungen fanden sich alle beraubt. Andere, kleinere Gräber gehören Scheschonq III., einer unbekannten Person und König Amenemope, bevor er neben Psusennes I. bestattet wurde. Alle diese Gräber waren beraubt.

## Grabungsgeschichte
Erste Ausgrabungen wurden 1860 von Auguste Mariette unternommen. 1883 und 1884 setzte Flinders Petrie die Arbeiten fort, wobei außer Inschriften auch eigentümliche Statuen und Sphingen entdeckt wurden.
Pierre Montet entdeckte bei seinen Grabungen in den Jahren 1939–1946 die genannten Königsgräber von Psusennes I., Osorkon II. und Scheschonq III. (21. – 22. Dynastie), die zu den bedeutendsten Grabungsfunden in Ägypten gehören.
Die Grabungsleitung liegt heute bei der Mission Française des Fouilles de Tanis, seit Januar 2014 unter der Führung von François Leclère.

## Trivia
- Im Spielfilm Jäger des verlorenen Schatzes entdeckt Indiana Jones in Tanis die angeblich dort vergrabene Bundeslade.
- Im Kinofilm Pandorum trägt der Zielplanet des Kolonieschiffs den Namen Tanis.
- Der Spielfilm Maciste, der Rächer der Pharaonen (Maciste nella valle dei re) spielt in Tanis um 1040 v. Chr., als die Stadt Hauptstadt war.
- In der Vampir/Werwolf-Trilogie Underworld ist Tanis ein Chronist, in dessen Wissen/Besitztümern viele wichtige Details versteckt sind.